# Daniel Safu
Daniel NSafu est un homme politique de la République démocratique du Congo.

## Biographie
Journaliste et éditorialiste, Daniel Safu est arrêté le 28 novembre 2017 après avoir signé un manifeste citoyen demandant le départ de Joseph Kabila ; il est relâché quelques jours plus tard.
Il est élu député national de la circonscription de Mont-Amba aux élections législatives de 2018 en république démocratique du Congo.
Le 11 juin 2019, la Cour constitutionnelle de la république démocratique du Congo invalide son mandat, comme pour plusieurs autres députés et sénateurs ; le 3 juillet 2019, elle le réhabilite dans son mandat.
Il fait partie des élus reçus au mois de novembre 2020 par le chef de l'État Félix Tshisekedi dans le cadre des consultations initiées pour sortir le pays de la crise politique causée par la coalition FCC-CASH ; Daniel Safu donne son soutien au président et l'invite à quitter cette coalition.